# Jaap Eden
Jacobus Johannes (Jaap) Eden (Groningen, 19 oktober 1873 – Haarlem, 2 februari 1925) was een Nederlands schaatser en wielrenner, die internationale successen vierde rond het begin van de 20e eeuw. Hoewel zijn grootste successen al meer dan 100 jaar geleden zijn, is de erkenning voor zijn uitzonderlijke prestaties nog steeds aanwezig. Zo zijn de jaarlijkse Nederlandse sportprijzen van Sporter van het jaar naar hem vernoemd. Anno 2025 is hij nog steeds de enige die erin slaagde wereldkampioen te worden bij het schaatsen en bij het wielrennen.

## Biografie
Eden werd geboren in de stad Groningen als zoon van Johannes Eden en Maria Baale. Zijn moeder overleed bij zijn geboorte en zijn vader had geen tijd om alleen voor hem te zorgen. Hij groeide daarom op bij zijn grootouders die in Santpoort hotel Velserend exploiteerden. Hij bracht in zijn jeugd al veel tijd door met sporten in en rond de Kennemerduinen, waar hij de basis legde voor zijn latere sportcarrière. Korte tijd (rond 1890) speelde Jaap Eden voetbal bij HFC Haarlem.
Op 15-jarige leeftijd werd hij ontdekt door schaatser Klaas Pander, die met hem ging trainen. In december 1890 won hij zijn eerste schaatswedstrijd op de korte baan, over een afstand van 160 meter. Een jaar later debuteerde hij op internationaal niveau. In 1893 behaalde hij op 19-jarige leeftijd zijn eerste wereldtitel.
Een jaar daarop brak hij twee wereldrecords, waarvan dat op de vijf kilometer (hij verbeterde de tijd van Einar Halvorsen met een halve minuut) zeventien jaar zou blijven staan. Hij verpulverde een jaar later zijn eigen wereldrecord op de tien kilometer; hij bracht het van 19.12,4 op 17.56,0. In 1895 (Hamar) en 1896 (Sint-Petersburg) behaalde hij nogmaals de wereldtitel.

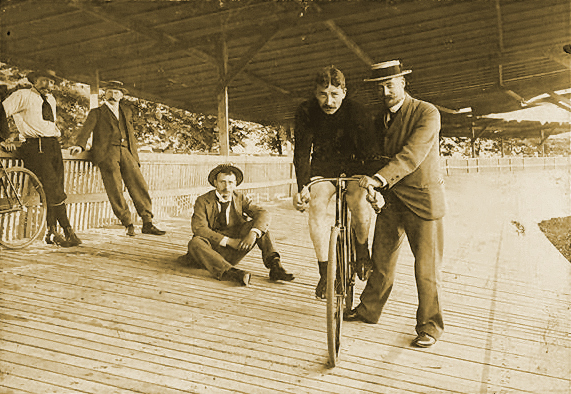
Jaap Eden op de fiets

Hierna stapte hij over op de wielersport, niet in de laatste plaats omdat hij hier goed geld mee kon verdienen. Ook hier haalde hij grote successen: in 1894 werd hij wereldkampioen op de 10 km en een jaar later op de sprint. In 1896 reed hij als prof een wereldrecord op de 1000 meter met staande start. Hij werd geliefd bij het publiek, zowel door zijn prestaties als door zijn manier van optreden.
Een van zijn sportieve concurrenten, Henri Gorter die in 1896 Nederlands baankampioen was, deelde zijn liefde voor zowel de wieler- als de schaatssport. Eden was hem in beide sporten meestal te snel af, maar tijdens de Grand Prix van Amsterdam in 1898 wist Gorter de tweede plaats op de wielerbaan te behalen, net voor Eden die als derde over de finish kwam.
Het succes steeg Eden naar het hoofd en hij gaf zich steeds meer over aan de geneugten van het leven. Vooral in Parijs, in het hart van de wielersport, leidde hij een stormachtig leven. Eden verdiende zoveel – hij zou jaarlijks meer dan 40.000 gulden hebben verdiend, een fortuin in die tijd – dat hij een Amerikaans aanbod van 15.000 gulden voor een paar wedstrijdjes kon laten schieten.
In 1915 hing Eden zijn fiets aan de wilgen, nadat hij de laatste jaren steeds minder successen boekte. Hij probeerde een baantje te vinden maar was daarin niet erg doortastend. Trofeeën en medailles werden verkwanseld en hij probeerde met een paar vrienden een rijwielzaak in Rotterdam op te zetten, met weinig succes.
Jaap Eden stierf in Haarlem op 51-jarige leeftijd als een berooid en eenzaam man. Om zijn begrafenis te bekostigen moesten de nabestaanden zelfs zijn medailles en bekers verkopen. Enige jaren na zijn begrafenis werd, op initiatief van de sportjournalist Leo Lauer, een groot grafmonument, ontworpen door beeldhouwer August Falise, voor Eden opgericht aan de centrale laan van de Algemene Begraafplaats Kleverlaan in Haarlem. Eden werd in dit graf herbegraven. Hij rust er met zijn echtgenote. Op het graf staat hij afgebeeld als sportheld.

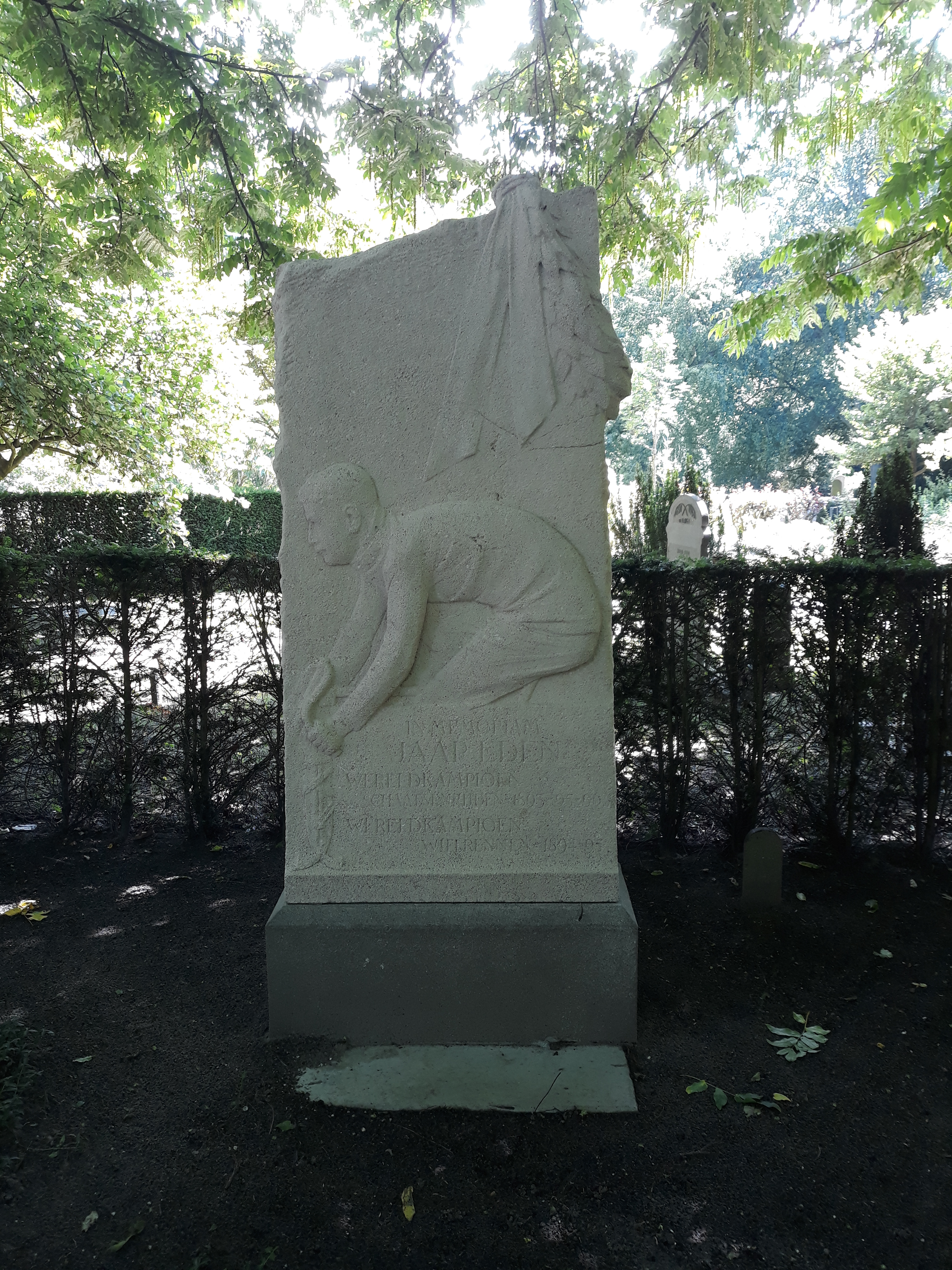
Het graf van Jaap Eden op de Algemene Begraafplaats Kleverlaan te Haarlem.

In Amsterdam is de eerste 400 meter kunstijsbaan van Nederland naar hem vernoemd, later uitgebreid met de eerste overdekte ijshockeybaan. Het beeldje dat de sportman, sportvrouw, sportploeg en paralympische sporter van het jaar krijgen is ook naar Jaap Eden vernoemd. Ieder jaar wordt het marathonschaatseizoen geopend met de wedstrijd om de Jaap Eden Trofee.

## HerdenkingsmuntJaap Eden Vijfje
Op 24 januari 2019 werd bekendgemaakt dat de Koninklijke Nederlandse Munt in opdracht van het Ministerie van Financiën een officiële herdenkingsmunt zou slaan ter ere van Jaap Eden: het Jaap Eden Vijfje. De ceremoniële eerste slag is op 29 december 2019 door Kjeld Nuis verricht in ijsstadion Thialf, in aanwezigheid van zijn kleinzoon Jaap Eden Jr, muntontwerpster Wineke Gartz en olympisch schaatskampioene Yvonne van Gennip. Van de munt zijn 60.000 stuks geslagen en ze geldt in Nederland als een wettig betaalmiddel ter waarde van 5 euro.

## Schaatsen

### Adelskalender
Van 10 februari 1894 tot 10 februari 1900 was Jaap Eden aanvoerder van de Adelskalender. Daarmee heeft hij 2191 dagen aan de top van de lijst gestaan.
Hieronder staan de persoonlijke records (PR's) waarmee Jaap Eden aan de top van de Adelskalender kwam en de PR's die hij had staan toen hij van de eerste plek verdreven werd. Tevens zijn de gegevens weergegeven van de schaatsers die voor en na hem aan de top van de lijst stonden.
| Datum      | 500 m | 1500 m | 5000 m | 10.000 m | Punten  | Voorganger / Opvolger |
| ---------- | ----- | ------ | ------ | -------- | ------- | --------------------- |
| 20-01-1894 | 49,6  | 2.32,6 | 9.13,2 | 20.35,6  | 217,566 | Peder Østlund         |
| 10-02-1894 | 50,4  | 2.35,0 | 9.16,8 | 19.12,4  | 215,366 |                       |
| 23-02-1895 | 48,2  | 2.25,4 | 8.37,6 | 17.56,0  | 202,226 |                       |
| 10-02-1900 | 45,2  | 2.23,6 | 8.51,8 | 18.38,2  | 202,156 | Peder Østlund         |

### Resultaten
Resultaten van Jaap Eden bij internationale kampioenschappen.
| Jaar | EK Allround | WK Allround |
| ---- | ----------- | ----------- |
| 1891 | NS2         | NS3         |
| 1892 | -           |             |
| 1893 | -           | Goud        |
| 1894 | NS2         | NF2         |
| 1895 | -           | Goud        |
| 1896 | -           | Goud        |

- = geen deelname
NF2 = niet gefinisht bij de 2e afstand
NS2 = niet gestart bij de 2e afstand
NS3 = niet gestart bij de 3e afstand
Medaillespiegel van Jaap Eden voor internationale kampioenschappen.
| Kampioenschap | Goud | Zilver | Brons |
| ------------- | ---- | ------ | ----- |
| EK Allround   | 0    | 0      | 0     |
| WK Allround   | 3    | 0      | 0     |

## Records

### Persoonlijke records
| Afstand      | Tijd    | Datum            | Baan      |
| ------------ | ------- | ---------------- | --------- |
| 500 meter    | 48,2    | 23 februari 1895 | Hamar     |
| 1500 meter   | 2.25,4  | 23 februari 1895 | Hamar     |
| 5000 meter   | 8.37,6  | 25 februari 1894 | Hamar     |
| 10.000 meter | 17.56,0 | 23 februari 1895 | Hamar     |
| 1610 meter   | 3.04,6  | 16 januari 1892  | Hamburg   |
| 482,80 meter | 59,8    | 23 februari 1891 | Hamburg   |
| 846,27 meter | 1.31,2  | 6 februari 1894  | Amsterdam |

- 1610meter=1 mijl, 482,80meter= 1/3 mijl 846,27meter=1/2 mijl

### Wereldrecords
| Nr. | Afstand      | Tijd    | Datum            | Baan             |
| --- | ------------ | ------- | ---------------- | ---------------- |
| 1.  | 1500 meter   | 2.35,0  | 11 januari 1893  | Paterswoldsemeer |
| 2.  | 10.000 meter | 19.12,4 | 10 februari 1894 | Stockholm        |
| 3.  | 5000 meter   | 8.37,6  | 25 februari 1894 | Hamar            |
| 4.  | 1500 meter   | 2.25,4  | 23 februari 1895 | Hamar            |
| 5.  | 10.000 meter | 17.56,0 | 23 februari 1895 | Hamar            |

#### Wereldrecords laaglandbaan (officieus)
| Nr. | Afstand      | Tijd    | Datum            | Baan     |
| --- | ------------ | ------- | ---------------- | -------- |
| 1.  | 1500 meter   | 2.35,0  | 11 januari 1893  | Tynaarlo |
| 2.  | 5000 meter   | 8.37,6  | 24 februari 1894 | Hamar    |
| 3.  | 1500 meter   | 2.25,4  | 23 februari 1895 | Hamar    |
| 4.  | 10.000 meter | 17.56,0 | 23 februari 1895 | Hamar    |

## Wielrennen
1893
- Nederlands kampioen op de weg
- 4e etappe Ronde van België

1894
- Wereldkampioen 10 km
- 2e WK sprint
- Nederlands kampioen op de weg

1895
- Wereldkampioen sprint

1896
- 1e GP Amsterdam
- Wereldrecord 1000 meter met staande start

1897
- 1e GP Amsterdam
- 1e GP Leipzig
- 1e GP Brussel

1898
- 1e GP Aken

1899
- 2e NK sprint

1902
- 3e NK sprint

Rudolf Ericson · Peder Østlund · Jaap Eden · Oscar Mathisen · Ivar Ballangrud · Michael Staksrud · Åke Seyffarth · Nikolaj Mamonov · Hjalmar Andersen · Boris Sjilkov · Dmitri Sakoenenko · Juhani Järvinen · Knut Johannesen · Jonny Nilsson · Per Ivar Moe · Eduard Matoesevitsj · Ard Schenk · Kees Verkerk · Magne Thomassen · Hans van Helden · Vladimir Lobanov · Jan Egil Storholt · Sergej Martsjoek · Vladimir Belov · Eric Heiden · Viktor Sjasjerin · Andrej Bobrov · Nikolaj Goeljajev · Michael Hadschieff · Eric Flaim · Johann Olav Koss · Falko Zandstra · Rintje Ritsma · Gianni Romme · Jochem Uytdehaage · Chad Hedrick · Sven Kramer · Shani Davis · Patrick Roest
- Biografisch Portaal: 03087557
- International Standard Name Identifier: 0000 0003 9196 1896
- Nederlandse Thesaurus van Auteursnamen: 06941369X
- Virtual International Authority File: 285909220